# Libala
 (janvier 2015).
 (janvier 2016).
Si vous disposez d'ouvrages ou d'articles de référence ou si vous connaissez des sites web de qualité traitant du thème abordé ici, merci de compléter l'article en donnant les références utiles à sa vérifiabilité et en les liant à la section « Notes et références ».
La Libala est une rivière de la république démocratique du Congo, qui est un affluent de la Mongala (elle-même tributaire du fleuve Congo).